# East Dunseith, North Dakota
East Dunseith, North Dakota (енгл. East Dunseith) насељено је место без административног статуса у америчкој савезној држави Северна Дакота.

## Демографија
По попису из 2010. године број становника је 500, што је 281 (128,3%) становника више него 2000. године.
| Група             | 2000.    | 2010.    |
| Белци             | 7 (3,2%) | 5 (1,0%) |
| Афроамериканци    | 0 (0,0%) | 1 (0,2%) |
| Азијати           | 0 (0,0%) | 0 (0,0%) |
| Хиспаноамериканци | 3 (1,4%) | 8 (1,6%) |
| Укупно            | 219      | 500      |